# Swindon

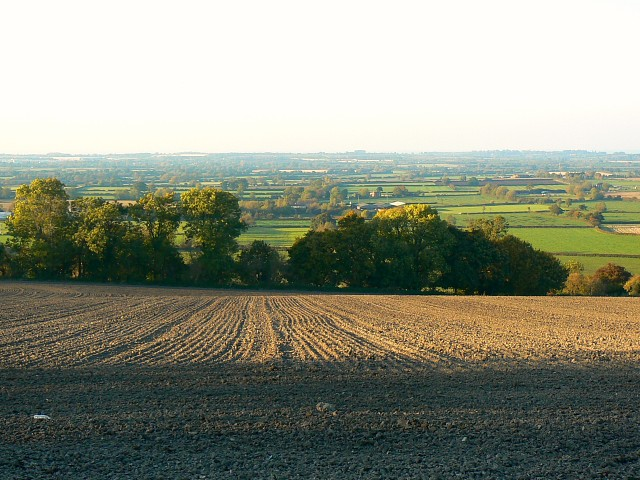
Umgebung von Swindon

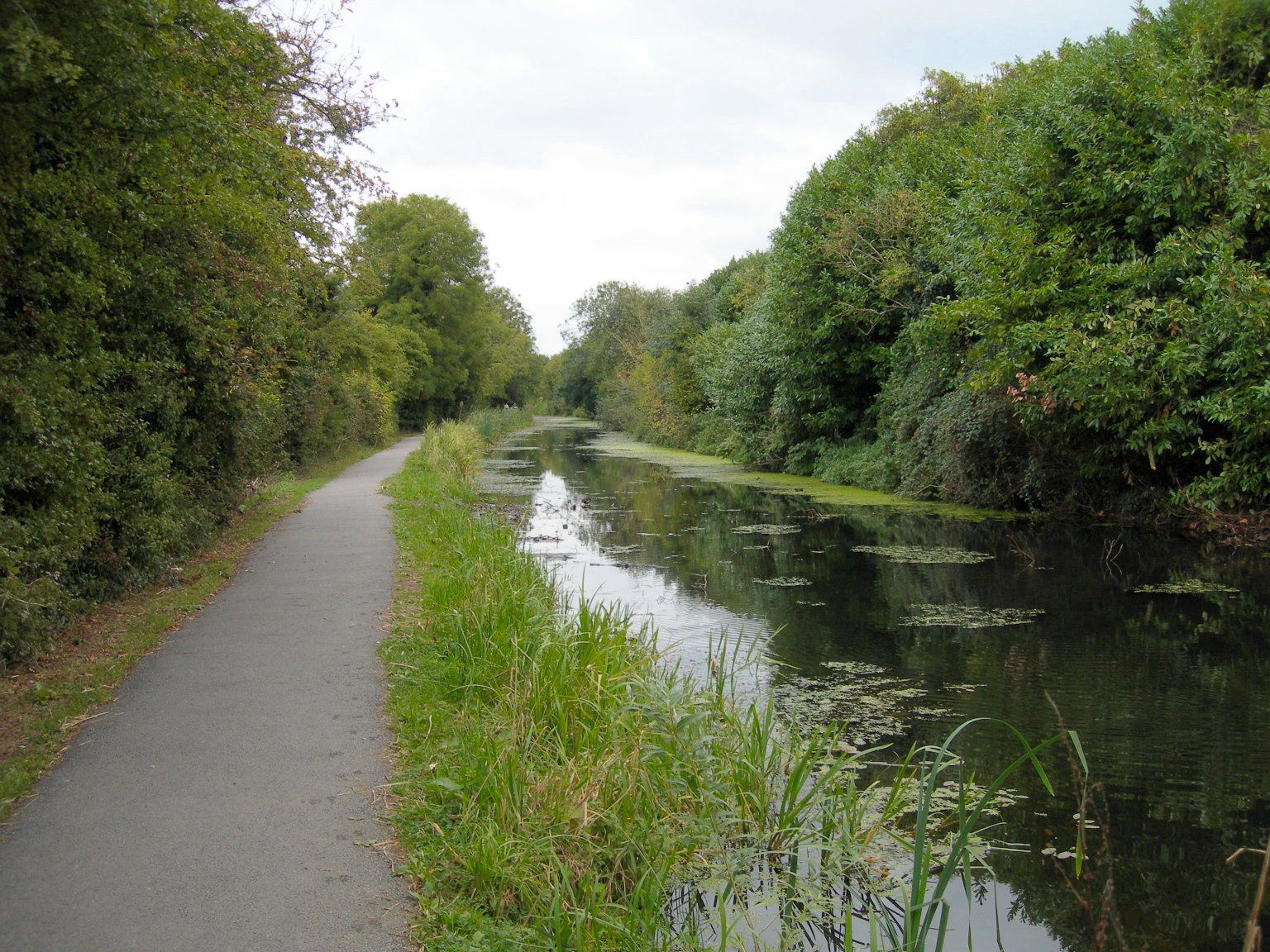
Wilts & Berks Canal in Swindon

Swindon ist eine britische Großstadt mit ca. 200.000 Einwohnern in der Grafschaft Wiltshire in der Region South West England. Swindon gehört seit 1998 zur unabhängigen Verwaltungseinheit Borough of Swindon. Sie ist eine der am schnellsten wachsenden Städte des Vereinigten Königreichs. Swindon ist Hauptsitz der UK Space Agency.

## Geografie
Die etwa 120 m hoch gelegene Stadt liegt im Thames Valley zwischen London und Bristol und wird vom Motorway M4 bedient, einer Autobahn, welche Wales über den Flughafen Heathrow mit London verbindet. Das Gemeindegebiet umfasst eine Fläche von 39,70 km².
Die Gegend um Swindon ist leicht hügelig und ganzjährig grün. Der Waldbestand ist nicht sehr dicht. Das Klima ist eher mild, die Niederschläge sind meist nicht heftig, aber über das ganze Jahr verteilt (durchschnittlich 720 mm im Jahr, wobei der Monat Juli mit 47 mm der trockenste und der Dezember mit 77 mm der feuchteste Monat ist). Frost im Winter tritt nur selten auf.
Der River Ray entsteht im Südwesten von Swindon.

## Bevölkerungsentwicklung
| Jahr      | 1901   | 2001    | 2011    | 2021    |
| Einwohner | 45.006 | 155.700 | 182.441 | 192.923 |

Der Hauptgrund für das deutliche Bevölkerungswachstum in den letzten Jahrzehnten liegt in der sich immer stärker entwickelnden Industrie.

## Geschichte

### Erste Besiedlung
Die Geschichte Swindons geht bis auf die Zeit der Römer zurück, die bereits auf und um den Kalkstein-Felsen herum siedelten. Nach den Römern siedelten die Sachsen sich an dieser zur Verteidigung besonders geeigneten Stelle an. Im Domesday Book wird es als Suindune erwähnt. Es wird vermutet, dass der Name entweder aus den angelsächsischen Wörtern swine und dun (Schweinehügel) oder Sweyn’s hill (Sweyn war ein örtlicher Grundherr) stammt. Im Jahr 1066 schenkte Wilhelm der Eroberer Swindon seinem Halbbruder, Bischof Odo von Bayeux. Nach Odos Gefangennahme fiel Swindon an die Krone zurück, bis es von Heinrich III. an William de Valence, 1. Earl of Pembroke gegeben wurde. Bis in die Mitte des 18. Jahrhunderts war Swindon eine kleine Marktstadt, in der vorwiegend Tauschhandel betrieben wurde. Der historische Marktplatz von Swindon liegt auf einem Hügel und wird heute Old Town genannt.

### Industrielle Revolution
Mit der industriellen Revolution wuchs Swindon schnell. Dies nahm seinen Anfang mit dem Bau des Wilts & Berks Canal im Jahre 1810 und dem  North Wilts Canal 1819, zwei Kanäle, die dem Handel in der Region Auftrieb gaben.

### Eisenbahnstadt Swindon
Das vielleicht wichtigste Ereignis in der Geschichte Swindons datiert auf das Jahr 1840. Swindon wurde von Isambard Kingdom Brunel als Standort der Hauptwerkstätte der Eisenbahngesellschaft Great Western Railway ausgewählt. Einer Legende nach reisten Brunel und sein Assistent die Strecke zwischen London und Bristol ab und machten eine Lunchpause an dem Hang, an dem Swindon liegt. Der Assistent (möglicherweise Daniel Gooch, der erste Leiter der späteren Lokomotivwerke Swindon Railway Works), fragte Brunel, wo die Great Western Railway ihren Sitz haben solle. Brunel warf ein Sandwich in die Luft und erklärte, dies werde dort sein, wo das Sandwich landet. Im Jahr 1842 wurde die Arbeit in Swindon aufgenommen und der Bedarf an Arbeitskräften stieg steil an. Um die Fabriken herum entstand ein neues Wohngebiet für die Arbeiter, das heute New Town genannt wird und das Stadtzentrum bildet. Die meisten der damals errichten Arbeiterhäuser stehen heute noch.
In der zweiten Hälfte des 19. Jahrhunderts wurde das durch die Great Western Railway entstandene Gebiet (Swindon New Town) mit dem historischen Gebiet um den Markt herum (Swindon Old Town) zu Swindon zusammengeschlossen.
Bis etwa 1975 war dann British Rail der größte Arbeitgeber der Stadt. Dann wurde jedoch ein großer Teil der Fabrikationsstätten geschlossen. Die entlassenen Arbeitnehmer mussten sich bei den zahlreichen neu angesiedelten Betrieben um eine andere Arbeit bemühen.

### Nach 1980
Zu den wichtigsten Arbeitgebern gehören heute Honda, BMW und Intel; außerdem haben mehrere Versicherungen und Finanzdienstleister ihren Sitz in Swindon. Auch wurde ab 1987 die Informatikgesellschaft Galileo International Corporation in Swindon gegründet und aufgebaut. Das Thames Valley wird manchmal scherzhaft auch The UK's Silicon Valley („Silicon Valley des Vereinigten Königreichs“) genannt. Mitte Februar 2019 teilte Honda mit, seine Produktionsstätte mit 3500 Beschäftigten 2021 schließen zu wollen.
Im Rahmen der EU-weiten Freizügigkeit zogen seit etwa 2005 zahlreiche Inder aus Goa zu, die neben der indischen Staatsangehörigkeit auch Anspruch auf einen portugiesischen Pass haben. Aus diesem Personenkreis lebten geschätzt 20000 Personen im Ort. Die Stadtverwaltung erwies sich als unfähig, ausreichend Schulräume für Zuwandererkinder zur Verfügung zu stellen.

## Verkehr

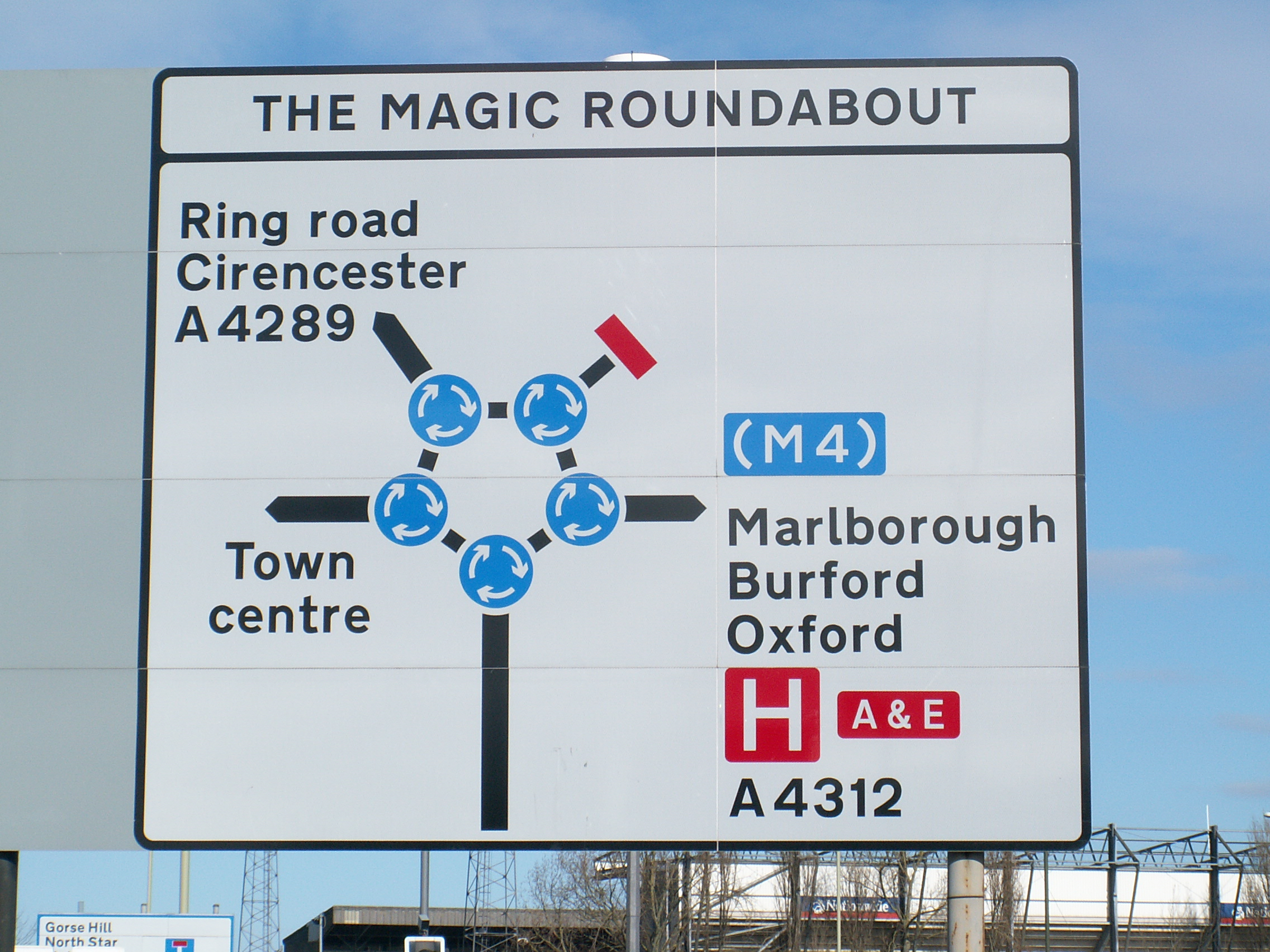
Verkehrsschild des Magic Roundabout in Swindon

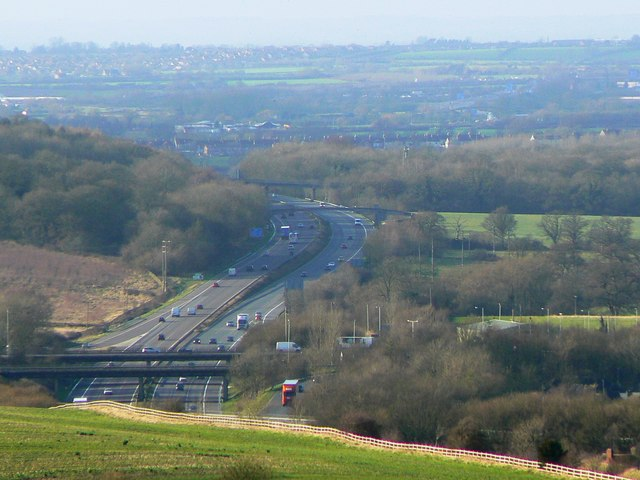
Motorway M4 bei Swindon

Swindon liegt an der Verzweigung der von London östlich kommenden Bahnlinie in westliche Richtung nach Bristol und in nördliche Richtung nach Cheltenham, Gloucester und weiterführend nach Birmingham. Der Bahnhof Swindon wird im Fern- und Regionalverkehr von First Great Western bedient.
Weiter liegt es direkt an der wichtigen Ost-West-Autobahn M4 zwischen London und Bristol. Swindon ist bekannt für seine vielen Kreisverkehre. An fast jeder Kreuzung (auch sehr kleinen) findet sich ein Kreisverkehr, darunter auch „Doppelkreisverkehre“.
Eine bekannte Kuriosität darunter ist der größte Kreisverkehr der Welt, der Magic Roundabout, ein System von fünf ringförmig angeordneten Kreisverkehren.
Nächster Flughafen ist der Bristol International Airport in 80 km Entfernung. Zum London Heathrow Airport sind es 105 km.

## Internetversorgung
Swindon sollte bei einer Investitionssumme von £ 400.000 die erste „Digital City“ Englands werden. Ein WLAN mit 1400 Zugangspunkten sollte den Einwohnern (zeitlich und mengenmäßig begrenzt) kostenlosen Zugang zum Internet ermöglichen. Bis zum Konkurs des beauftragten Unternehmens Digital City UK im Jahr 2011 war jedoch lediglich das Pilotprojekt im Ort Highworth in Betrieb. Daraufhin wurde das Projekt der Firma UK Broadband in Auftrag gegeben, mit Erweiterung zu einem hybriden WLAN/LTE-Netz, jedoch unter Aufgabe des kostenlosen Zugangs für die Einwohner.

## Sport
Sportliches Aushängeschild der Stadt ist der Swindon Town Football Club, dessen Stadion County Ground direkt am Magic Roundabout liegt.
Das zweite sehr bekannte Team Swindons ist das Speedway-Team der Swindon Robins in der Elite League.
Im Link Centre wurde als wichtiges Ranglistenturnier im Snooker 1996 die International Open ausgetragen.

## Sehenswürdigkeiten

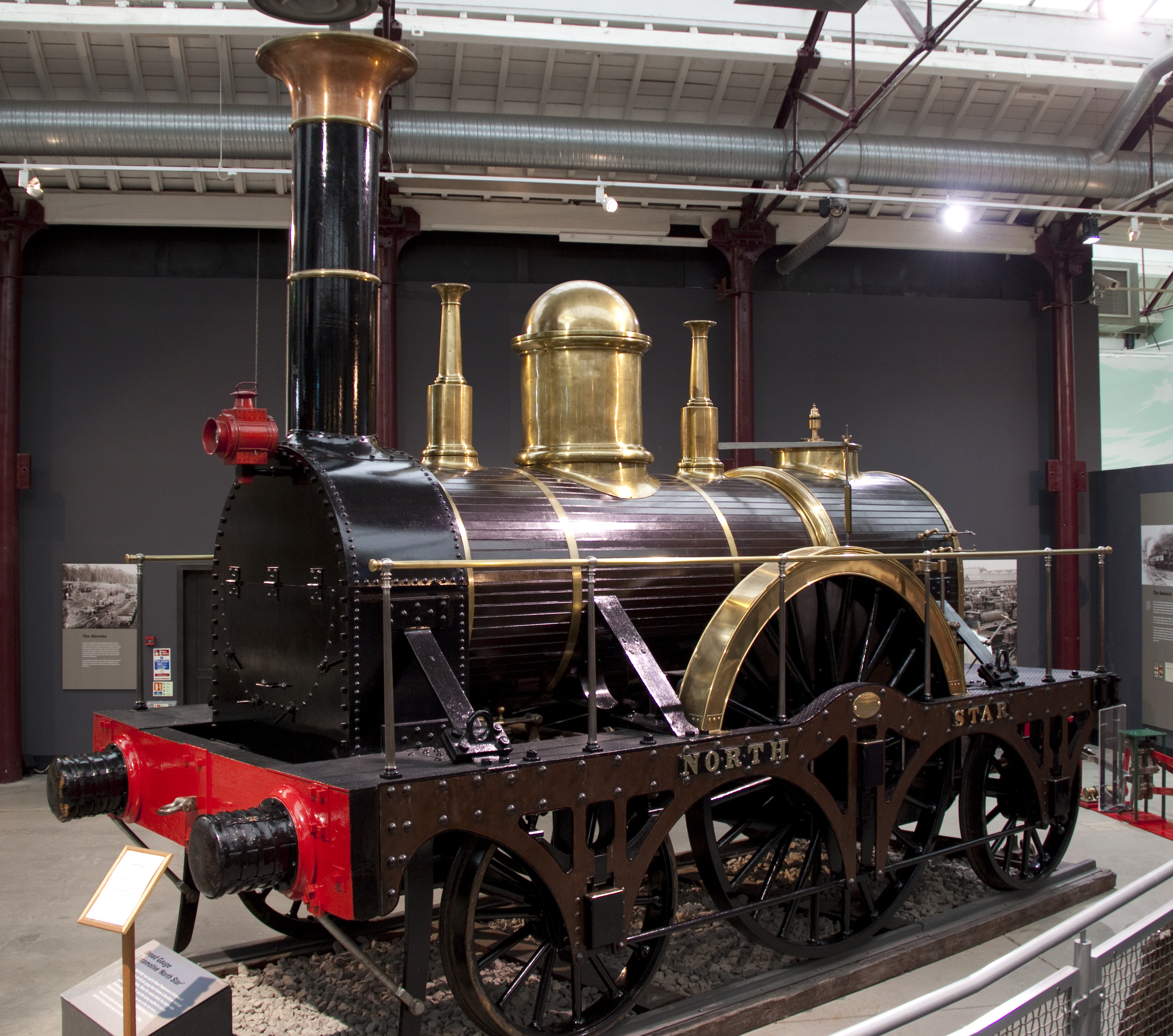
Eine Dampflokomotive der Serie North Star

Sehenswert ist das Museum of the Great Western Railway, auch unter dem Namen Swindon Steam Railway Museum oder STEAM bekannt. Bis zum Jahre 2000 hieß es noch Great Western Railway. Es ist in einer ehemaligen Eisenbahnfabrik der Great Western Railway (eine der größten ihresgleichen in der Welt) untergebracht, welche zwischen 1843 und 1986 in Betrieb war.
Die Sammlung zeigt alte Lokomotiven (zu Mehrheit dampfbetriebene) im Original und in einem tadellosen Zustand sowie anderes Rollmaterial. Näher interessierte Besucher können auch vom Archiv profitieren, das eine überwältigende Menge von Büchern, Zeitschriften, Fotografien, Zeichnungen und Plänen im Zusammenhang mit der Great Western Railway aufbewahrt.
Im Swindon Designer Outlet auf dem Gelände der Great Western Railway Works wurden Außenaufnahmen für die Serie Warehouse 13, welche laut Drehbuch in Frankreich spielten, gemacht.

## Söhne und Töchter der Stadt
- William Stanier (1876–1965), Eisenbahningenieur
- Jack Bezzant (1891–1964), Autorennfahrer
- Ralph Bates (1899–2000), Schriftsteller
- Arthur Carron (1900–1967), Opernsänger
- Henry Legg (1910–1985), Fußballspieler
- Ray Barlow (1926–2012), Fußballspieler
- Bob Greenaway (1928–2004), Fußballspieler
- Diana Dors (1931–1984), Schauspielerin
- Colin Bailey (1934–2021), Jazz-Schlagzeuger
- Rick Davies (* 1944), Musiker und Songschreiber
- Justin Hayward (* 1946), Sänger und Songschreiber
- David Hempleman-Adams (* 1956), Unternehmer und Abenteurer
- Rachel Shelley (* 1969), Schauspielerin
- Mark Harper (* 1970), Politiker
- David Howell (* 1975), Golfspieler
- Ben Thatcher (* 1975), Fußballspieler
- Tim Payne (* 1979), Rugbyspieler
- Zoe Wilkinson (* 1980), Eiskunstläuferin
- Billie Piper (* 1982), Sängerin und Schauspielerin
- Jamie Cox (* 1986), Boxsportler
- Hannah Miley (* 1989), Lagenschwimmerin
- Jazmin Carlin (* 1990), Freistilschwimmerin
- Jonny May (* 1990), Rugby-Nationalspieler
- Giles Hussey (* 1997), Tennisspieler
- Lauren Bell (* 2001), Cricketspielerin

- XTC (1976–2006), Pop-Band

## Städtepartnerschaften
- Salzgitter (Deutschland), seit 1975
- Toruń (Polen), seit 1978
- Ocotal (Nicaragua), seit 1990
- Chattanooga (Tennessee) (USA), seit 2006